# Estado de Sítio (1972)
État de siège (bra/prt: Estado de Sítio) é um filme franco-teuto-italiano de 1972, dos gêneros drama histórico e suspense, dirigido por Costa-Gavras, com roteiro dele e de Franco Solinas e trilha sonora de Mikis Theodorakis.
A história se baseia em fatos reais: o sequestro no Uruguai do agente americano Dan Mitrione e do cônsul brasileiro Aloysio Gomide pelos Tupamaros, em 1970. O filme foi gravado no Chile, então governado por Salvador Allende.

## Elenco
- Yves Montand … Philip Michael Santore
- Renato Salvatori … Capitão Lopez
- O.E.Hasse … Carlos Ducas
- Jacques Weber … Hugo
- Jean-Luc Bideau … Este

## Sinopse
Em Montevidéu, Philip Michael Santore (Montand), um funcionário americano da entidade AID, é raptado por um grupo de guerrilha urbana de extrema-esquerda autodenominado Tupamaros. Mais duas autoridades são raptadas no mesmo dia, o cônsul Campos, do Brasil, e um outro, funcionário da embaixada dos Estados Unidos, sendo que esse consegue escapar. Durante o interrogatório pelos captores encapuzados, Santore se diz um simples técnico mas é confrontado com evidências de que sua missão real é instruir policiais de vários países sul-americanos, ensinando métodos questionáveis tais como tortura, intimidação e assassinatos sem julgamento, o que levaria a formação de "Esquadrões da Morte", acobertados pelas autoridades. Enquanto Santore é mantido cativo, os sequestradores negociam com o governo a troca dos reféns por prisioneiros políticos, causando uma grave crise institucional e a quase renúncia do presidente do país.

## Produção
Estado de Sítio foi filmado no Chile, então governado por Salvador Allende. Na época com um governo socialista constitucional, o Chile se encontrava politicamente convulsionado, e representantes da Direita exigiam a proibição no país de A Confissão, filme anterior do mesmo Costa-Gravas contra o Totalitarismo. O diretor foi insultado nas ruas por direitistas durante as filmagens em Santiago, chamado de "comunista que devia deixar o país", o que obrigou a paralisação da produção e a ideia de se mudarem para Viña del Mar ou outro país para terminar as filmagens, o que acabou não sendo feito depois das garantias do próprio Allende de que Gavras poderia filmar o que quisesse no país. No Brasil, o filme foi censurado por 8 anos devido às cenas com críticas e denúncias explícitas à Ditadura militar brasileira. Em 1981, no período de abertura democrática, a Censura Federal liberou o filme, embora com cortes. 

## Prêmios
- Venceu o Prêmio Louis Delluc de 1973[carece de fontes?]